# 垣内俊哉
垣内 俊哉（かきうち としや、1989年4月14日 - ）は、日本の実業家。株式会社ミライロの創業者で代表取締役社長。
ユニバーサルマナー検定の運営を行う日本ユニバーサルマナー協会の代表理事も務める。デジタル障害者手帳「ミライロID」の開発・運営を手掛けている。

## 人物
1989年、愛知県安城市に出生、幼少期から大学入学までを岐阜県中津川市で過ごす。骨形成不全症のため、幼少期より骨折が多く、手術を10数回経験している。

2004年、岐阜県立中津高等学校に入学するも、リハビリに励むため、1年で中退。その後、高等学校卒業程度認定試験（旧大検）により、大学受験資格を取得した。

2008年、立命館大学経営学部に入学。大学2年時にクラスメイトと起業し、公的機関や新聞社が主催するビジネスプランコンテストで13の賞を獲得した。

2010年、ビジネスプランコンテストの賞金を元手とし、株式会社ミライロを設立。創業当時は、食べるのにも苦労する状態で、豆乳を主な食事としていた。

2011年、東日本大震災の際、被災地に車いすを贈る支援活動に取り組んだ。漫画家、井上雄彦の協力もあり、この活動は国外の企業を巻き込むものとなった。

2013年、ニッポン放送主催、ビジネスコンテスト「みんなの夢AWARD3」にて最優秀賞を受賞。武道館にて8,000人の聴衆を前にプレゼンを行った。

この際、最優秀賞の賞金2,000万円に対し「私たちに必要なのは現金ではなく、雇用を作る2,000万円分の仕事」と述べ、受け取りを辞退した。

同年4月、手術のため一時休業を発表。術後の経過不良による心肺停止で3日間の昏睡状態に陥った。その後、数ヶ月のリハビリを経て業務に復帰した。

2014年、日経ビジネス「THE 100 - 2014 日本の主役」にて、日本を変える100人として選出された。

2015年、日本財団パラリンピックサポートセンターの顧問に就任。

2016年、初の著書となる「バリアバリュー 障害を価値に変える」を出版。

同年7月、東京オリンピック・パラリンピック競技大会組織委員会のアドバイザーに就任。

同年10月、入院することを公表し、数日後に手術を受けた。半年間の治療とリハビリを経て、翌年5月に復帰した。

2017年、東京2020大会マスコット選考検討会議委員に就任。5月には審査会が発足し、委員に就任した。

2018年、中小企業基盤整備機構主催、ベンチャー企業の経営者を表彰する「Japan Venture Awards 2018」にて経済産業大臣賞を受賞。

2021年、財界「経営者賞」を受賞。昭和30年の創設以来、最年少かつ平成生まれの経営者として初めての受賞となった。

2022年、2冊目の著書となる「10歳から知りたいバリアバリュー思考 自分の強みの見つけかた」を出版。

同年4月、第101代内閣総理大臣の岸田文雄から国家戦略特別区域諮問会議の有識者議員に任命された。

2024年、パリパラリンピックの開会式にて日本選手団を先導した。

同年10月、3冊目の著書となる「バリアバリューの経営 障害を価値に変え、新しいビジネスを創造する」を出版。

幼少期より車いすを使用しており、起業するまでは車いすマラソンや車いすバスケットボールの選手として活躍していた。

## 経歴
- 1995年 - 恵峰学園杉の子幼稚園卒園
- 2001年 - 中津川市立苗木小学校卒業
- 2004年 - 中津川市立苗木中学校卒業
- 2006年 - 岐阜県立中津高等学校中退
- 2008年 - 立命館大学経営学部入学
- 2009年 - Value Added Network（現：株式会社ミライロ）を創業
- 2010年 - 株式会社ミライロを設立、代表取締役社長に就任
- 2012年 - 立命館大学経営学部卒業
- 2013年 - 一般社団法人日本ユニバーサルマナー協会を設立、代表理事に就任
- 2014年 - 日経ビジネス「THE 100 - 2014 日本の主役」に選出
- 2015年 - 日本財団パラリンピックサポートセンター、顧問に就任
- 2016年 - 東京オリンピック・パラリンピック競技大会組織委員会、アドバイザーに就任
- 2019年 - 龍谷大学、客員教授に就任
- 2020年 - 立命館大学、客員教授に就任
- 2020年 - 上智大学、非常勤講師に就任
- 2022年 - 令和国民会議、第3部会「国土構想」委員に就任
- 2022年 - 国家戦略特別区域諮問会議、有識者議員に就任
- 2022年 - レオス・キャピタルワークス株式会社、社外取締役に就任
- 2024年 - SBIレオスひふみ株式会社、社外取締役に就任

## 著書
- 「バリアバリュー 障害を価値に変える」（2016年3月、新潮社）ISBN 4103399910
- 「10歳から知りたいバリアバリュー思考 自分の強みの見つけかた」（2022年3月、KADOKAWA）ISBN 4046055839
- 「バリアバリューの経営 障害を価値に変え、新しいビジネスを創造する」（2024年10月、東洋経済新報社）ISBN 4046055839

## 受賞歴
- 2022年1月14日 - 財界「第64回 経営者賞」
- 2022年1月14日 - 経済界「金の卵発掘プロジェクト2021 グランプリ」
- 2018年2月9日 - 関西経済連合会・関西経済同友会「関西財界セミナー賞 特別賞」
- 2018年2月4日 - 中小企業基盤整備機構「Japan Venture Awards 2018 経済産業大臣賞」
- 2016年9月4日 - 国際パフォーマンス学会「第18回 ベストパフォーマー賞」
- 2015年3月17日 - 経済産業省「平成26年度 ダイバーシティ経営企業100選」
- 2013年1月30日 - ニッポン放送「みんなの夢AWARD3 グランプリ」
- 2011年12月17日 - 大阪市「CB・CSOアワード2011 優秀賞」
- 2011年8月7日 - 日本青年会議所「近畿地区人間力大賞 グランプリ」
- 2010年12月11日 - 大阪市「CBプランコンペおおさか グランプリ」
- 2010年12月4日 - 立命館大学「第7回学生ベンチャーコンテスト 最優秀賞」
- 2010年11月21日 - ユニバーサルベンチャー「第2回ビジネスプランコンテスト 準グランプリ」
- 2010年5月9日 - 国際ソロプチミスト日本中央「第6回 日本中央リジョン賞」
- 2010年3月12日 - 国際ソロプチミスト京都「学生援護賞」「京都クラブ賞」
- 2010年3月3日 - キャンパスベンチャーグランプリ全国大会「第6回 審査委員会特別賞」
- 2010年1月20日 - キャンパスベンチャーグランプリ大阪「第11回 ビジネス大賞」
- 2005年 - The 2nd International Exhibition for Young Inventor選出
- 2005年 - 全日本学生児童発明くふう展「第63回 特許庁長官賞」
- 2004年 - 岐阜県発明くふう展「中部経済産業局長賞」

## メディア
テレビ
- 2024年9月7日 - BS朝日「トップの源流」
- 2024年8月31日 - BS朝日「トップの源流」
- 2023年4月30日 - 関西テレビ「未来人」
- 2022年3月15日 - テレビ東京「エルピスの煌めき」
- 2022年2月28日 - NHK総合「ニュースウオッチ9」
- 2022年9月16日 - NHK総合「ニュースウオッチ9」
- 2021年3月13日 - テレビ朝日「ANNニュース」
- 2021年3月13日 - KSB瀬戸内海放送「KBSニュース」
- 2019年9月29日 - NHK総合「ルソンの壺」
- 2019年7月2日 - 日本テレビ「日テレNEWS24」
- 2019年2月11日 - テレビ東京「モーニングサテライト」
- 2018年8月3日 - テレビ東京「ワールドビジネスサテライト」
- 2018年1月30日 - テレビ東京「ガイアの夜明け」
- 2018年1月6日 - TBS「夢の鍵」
- 2017年12月13日 - フジテレビ「PARA☆DO!」
- 2017年11月27日 - NHK WORLD「RISING」
- 2017年9月7日 - NHK総合「おはよう日本」
- 2016年9月13日 - 日本テレビ「NEWS ZERO」
- 2016年9月9日 - NHK WORLD「NEWSLINE」
- 2016年9月8日 - NHK総合「NHKニュース7」
- 2016年4月25日 - 日本テレビ「NEWS ZERO」
- 2016年4月9日 - 日本テレビ「ズームイン!!サタデー」
- 2016年3月16日 - テレビ東京「ワールドビジネスサテライト」
- 2016年3月5日 - NHK総合「おはよう日本」
- 2016年2月25日 - 秋田テレビ「AKTみんなのニュース」
- 2015年12月22日 - フジテレビ「FNNスピーク」
- 2015年12月22日 - テレビ朝日「ANNニュース」
- 2013年3月20日 - テレビ東京「社会に役立つ仕事を創る」
- 2013年3月16日 - びわ湖放送「滋賀経済NOW」
- 2012年8月2日 - 毎日放送「VOICE」
- 2012年2月13日 - テレビ東京「NEWSアンサー」
- 2012年1月25日 - 関西テレビ「FNNスーパーニュースANCHOR」
- 2011年12月22日 - 毎日放送「ちちんぷいぷい」
- 2011年5月9日 - NHK WORLD「NEWSLINE」
- 2011年4月15日 - NHK総合「おはよう日本」
- 2011年4月13日 - 毎日放送「ちちんぷいぷい」
- 2011年4月8日 - NHK総合「ニューステラス関西」